# هيرب بويد
هيرب بويد (بالإنجليزية: Herb Boyd)‏ هو صحفي أمريكي، ولد في 1 نوفمبر 1938.